# Synacanthococcus minusculus
Synacanthococcus minusculus är en insektsart som beskrevs av Borchsenius 1962. Synacanthococcus minusculus ingår i släktet Synacanthococcus och familjen ullsköldlöss. Inga underarter finns listade i Catalogue of Life.